# Bisdom Vélez
Het bisdom Vélez (Latijn: Dioecesis Velezana) is een rooms-katholiek bisdom met als zetel Vélez, in Colombia. Het bisdom is suffragaan aan het aartsbisdom Bucaramanga. 

## Geschiedenis
Het bisdom werd opgericht op 14 mei 2003, uit delen van het bisdom Socorro y San Gil.

## Parochies
Het bisdom had in 2020 een oppervlakte van 4.957 km2 en telde 163.300 inwoners waarvan 81,2% rooms-katholiek was.  

## Bisschoppen
- Luis Albeiro Cortés Rendón (14 mei 2003 - 30 november 2015)
- Marco Antonio Merchán Ladino (26 oktober 2016 - 14 april 2023)
- sedisvacatie

## Galerij van afbeeldingen

Wapen van het bisdom Vélez

Bucaramanga (aartsbisdom) · Barrancabermeja · Málaga-Soatá · Socorro y San Gil · Vélez